# Felton Spencer
Felton LaFrance Spencer (Louisville, 15 de enero de 1968-Louisville, 12 de marzo de 2023) fue un jugador de baloncesto estadounidense que disputó 12 temporadas de la NBA. Con 2,13 metros de estatura, jugaba en la posición de pívot.

## Trayectoria deportiva

### Universidad
Jugó durante cuatro temporadas con los Cardinals de la Universidad de Louisville, donde consiguió la titularidad en su último año, después de que Pervis Ellison se fuera a la NBA. Esa temporada lideró a su equipo en puntos (14,9), rebotes (8,5), tapones (69) y porcentaje de tiros de campo (68,1%). En el total de su carrera universitaria promedió 8,7 puntos y 5,2 rebotes por partido.

### Profesional

#### Minnesota Timberwolves (1990-1993)
Fue elegido en la sexta posición del Draft de la NBA de 1990 por Minnesota Timberwolves, quienes apostaron por él como un pívot de futuro. Y las primeras impresiones no fueron malas. Esa temporada fue uno de los tres únicos rookies, junto con Derrick Coleman y Lionel Simmons, en conseguir más de 500 puntos y 500 rebotes en la temporada, en la que acabó con unos promedios de 7,1 puntos y 7,9 rebotes por noche, que le sirvieron para ser incluido en el segundo mejor quinteto de rookies de la NBA.
En su segunda temporada de profesional se perdió 21 partidos por sendas lesiones en el hueso del ojo y en la rodilla. Hasta esta última, ocurrida en el mes de febrero, Spencer había promediado 12,8 puntos, 5,6 rebotes y 2,0 tapones por encuentro, además de lograr su máxima anotación en la liga ante Detroit Pistons, con 20 puntos. Pero tras la lesión su aportación bajó hasta los 5,8 puntos por partido, acabando la temporada con unos pobres 6,6 puntos y 7,1 rebotes.
Al comienzo de la temporada 1992-93 Spencer se encontró con seis caras nuevas en el equipo, entre ellas la de Christian Laettner, que se hizo con el puesto de pívot titular, robándole protagonismo. Acabó el año con su peor marca como profesional, 4,1 puntos y 4,6 rebotes, anotando dobles figuras en tan sólo 6 partidos. El 30 de junio de 1993 fue traspasado a Utah Jazz a cambio de Mike Brown, firmando un contrato por 3 temporadas.

#### Utah Jazz (1993-1996)
Los Jazz tuvieron durante toda la temporada a Mark Eaton en la lista de lesionados, por lo que Spencer se hizo rápidamente con la titularidad. Obtuvo sus mejores promedios como profesional hasta entonces, con 8,6 puntos y 8,3 rebotes por partido. Al año siguiente parecía que iba a ser por fin el de su explosión en la liga, pero una lesión en el tendón de Aquiles tras 34 partidos disputados le dejó en el dique seco para el resto de la temporada. Los Jazz lo echaron de menos en los playoffs, donde no pudieron parar en primera ronda al pívot de los Houston Rockets, Hakeem Olajuwon, perdiendo la serie en cinco partidos.
Todavía convaleciente de su lesión, se perdió los 11 primeros partidos de la temporada siguiente, jugando como pívot titular el resto de la misma. Pero sus estadísticas bajaron hasta los 5,6 puntos y 4,3 rebotes por encuentro, por lo que los Jazz decidieron traspasarle. 

#### Golden State Warriors (1996-1999)
En agosto de 1996 es enviado junto a Orlando Magic a cambio de Brooks Thompson, Kenny Gattison y una futura primera ronda del draft, elección que acabó siendo la de Andréi Kirilenko en 1999. Pero nada más comenzada la temporada 1996-97, y con tan sólo un partido jugado, es de nuevo traspasado junto con Jon Koncak y Donald Royal a Golden State Warriors a cambio de Rony Seikaly y Clifford Rozier. Allí fue titular en todos los partidos de la temporada menos en 6 de ellos, pero sus números continuaron siendo discretos. A pesar de ello, acabó siendo el segundo mejor reboteador del equipo, tras Joe Smith.

### Entrenador
En 2011, se convirtió en técnico asistente de la Spalding University, un centro católico privado en Louisville (Kentucky). Luego, en 2016, pasó como asistente a la Universidad de Bellarmine, también en Louisville.

## Estadísticas de su carrera en la NBA

### Temporada regular
| Año       | Equipo       | PJ  | PT  | MPP  | %TC   | %3P  | %TL  | RPP | APP | ROB | TPP | PPP |
| --------- | ------------ | --- | --- | ---- | ----- | ---- | ---- | --- | --- | --- | --- | --- |
| 1990-91   | Minnesota    | 81  | 46  | 25.9 | .512  | .000 | .722 | 7.9 | .3  | .6  | 1.5 | 7.1 |
| 1991-92   | Minnesota    | 61  | 54  | 24.3 | .426  | –    | .691 | 7.1 | .9  | .4  | 1.3 | 6.6 |
| 1992-93   | Minnesota    | 71  | 48  | 18.3 | .465  | –    | .654 | 4.6 | .2  | .3  | .9  | 4.1 |
| 1993-94   | Utah         | 79  | 79  | 28.0 | .505  | –    | .607 | 8.3 | .5  | .5  | .8  | 8.6 |
| 1994-95   | Utah         | 34  | 34  | 26.6 | .488  | –    | .793 | 7.6 | .5  | .4  | .9  | 9.3 |
| 1995-96   | Utah         | 71  | 70  | 17.8 | .520  | –    | .689 | 4.3 | .2  | .3  | .8  | 5.6 |
| 1996-97   | Orlando      | 1   | 0   | 19.0 | 1.000 | –    | –    | 6.0 | 1.0 | .0  | .0  | 4.0 |
| 1996-97   | Golden State | 72  | 64  | 21.4 | .486  | –    | .584 | 5.7 | .3  | .5  | .7  | 5.1 |
| 1997-98   | Golden State | 68  | 0   | 12.0 | .457  | –    | .557 | 3.3 | .3  | .3  | .5  | 2.4 |
| 1998-99   | Golden State | 26  | 0   | 6.1  | .455  | –    | .462 | 1.8 | .0  | .2  | .4  | 1.6 |
| 1999-2000 | San Antonio  | 26  | 0   | 5.7  | .455  | –    | .667 | 1.5 | .1  | .2  | .3  | 1.9 |
| 2000-01   | New York     | 18  | 0   | 6.3  | .600  | –    | .600 | 1.9 | .1  | .1  | .1  | 2.2 |
| 2001-02   | New York     | 32  | 8   | 7.8  | .231  | –    | .515 | 1.6 | .1  | .2  | .3  | .9  |
| Total     | Total        | 640 | 404 | 19.4 | .484  | .000 | .658 | 5.4 | .3  | .4  | .8  | 5.2 |

### Playoffs
| Año   | Equipo   | PJ | PT | MPP  | %TC  | %3P  | %TL  | RPP | APP | ROB | TPP | PPP |
| ----- | -------- | -- | -- | ---- | ---- | ---- | ---- | --- | --- | --- | --- | --- |
| 1994  | Utah     | 16 | 16 | 30.8 | .448 | –    | .660 | 8.4 | .4  | .2  | 1.3 | 7.9 |
| 1996  | Utah     | 18 | 18 | 15.3 | .434 | .000 | .556 | 3.0 | .1  | .3  | 1.2 | 2.8 |
| 2001  | New York | 2  | 0  | 2.0  | –    | –    | –    | .0  | .0  | .0  | .0  | .0  |
| Total | Total    | 36 | 34 | 21.4 | .443 | .000 | .644 | 5.3 | .3  | .2  | 1.2 | 4.9 |

## Vida personal

### Fallecimiento
Spencer falleció el 12 de marzo de 2023, a los 55 años.